# Bottega del macellaio
La Bottega del macellaio è un'opera di Annibale Carracci, datata, su basi stilistiche, ignorandosene le circostanze di realizzazione, intorno al 1585.
Il dipinto è conosciuto anche come Grande macelleria per distinguerlo dalla tela di identico soggetto, ma di formato molto più piccolo (e per questo a sua volta denominata anche Piccola macelleria), dipinta da Annibale all'incirca nello stesso periodo e conservata presso il Kimbell Art Museum, in Texas.

## Storia
La notizia più antica sulla Grande macelleria risale al 1627, quando il dipinto venne alienato dai Gonzaga (in occasione della vendita in blocco della loro straordinaria collezione di opere d'arte) al re d'Inghilterra Carlo I Stuart. Da allora la tela è sempre rimasta sull'Isola.
Nulla si sa, pertanto, né su come l'opera sia entrata a far parte delle raccolte dei duchi di Mantova, né sulle circostanze della sua esecuzione.
Tuttavia, date le notevoli dimensioni della tela, insolite per un dipinto di genere, è presumibile che essa sia il frutto di un'apposita commissione, piuttosto che il prodotto di un'autonoma iniziativa del pittore.
A quest'ultimo proposito è stata avanzata l'ipotesi che la tela sia stata commissionata dalla ricca famiglia bolognese dei Canobbi, dedita anche al commercio della carne. I Canobbi, infatti, furono i committenti del Battesimo di Cristo, realizzato da Annibale tra il 1583 e il 1585 (quindi all'incirca nello stesso periodo di presumibile compimento della Macelleria di Oxford).
L'ipotesi quindi è che la tela della Christ Church Gallery fosse destinata ad una delle botteghe di questi mercanti oppure che fosse esposta nelle sale della corporazione bolognese dei beccai.

## Riferimenti iconografici e compositivi

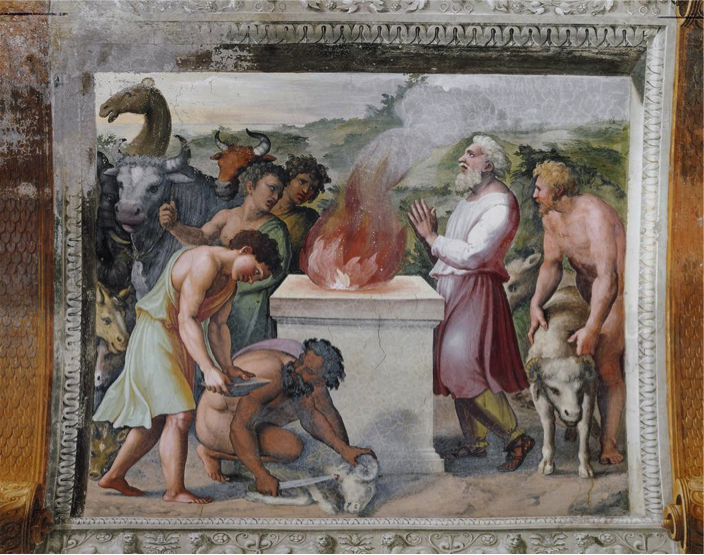
Raffaello, Sacrificio di Noè, 1519, Città del Vaticano, Palazzo Apostolico

In questo dipinto Annibale si mostra a conoscenza delle prove di analogo soggetto, quasi coeve alla sua Macelleria, quali la Fruttivendola, del cremonese Vincenzo Campi, che fu tra i primi pittori italiani ad importare dai Paesi Bassi le invenzioni di Pieter Aertsen e del suo allievo Joachim Beuckelaer. Artisti che introdussero nella pittura di genere raffigurazioni piuttosto grandi di scene di cucina o di bottega, dove è dato particolare risalto alle vivande: ortaggi, volatili, pesci e carni.
Annibale attinse anche da alcune composizioni di Bartolomeo Passarotti, presso il quale, forse, svolse un breve apprendistato.
I riferimenti della Macelleria del Carracci, tuttavia, non si limitano solo a dipinti genere di analogo contenuto: sul piano compositivo, infatti, la grande tela di Oxford si rifà alle scene con il Sacrificio di Noè raffigurate da Michelangelo nella volta della Cappella Sistina e da Raffaello nelle Logge del Palazzo Apostolico. Opere che Annibale, pur non avendone ancora avuto visione diretta, probabilmente conosceva tramite incisioni (ad esempio quella di Marco Dente derivata dal Sacrifico di Noè delle logge raffaellesche).
L'assonanza tra alcune figure della Macelleria di Annibale e quelle delle scene dedicate a Noè da Michelangelo e Raffaello sembra evidente, come il macellaio in ginocchio, al centro della composizione, che si accinge a sgozzare un capretto, ripresa pressoché letterale della figura raffaellesca che sta compiendo la stessa azione. Anche il macellaio, in piedi al centro, davanti al banco, ha una posizione simile a quella di Noè, dietro l'altare, nell'affresco di Michelangelo.

## Descrizione e stile

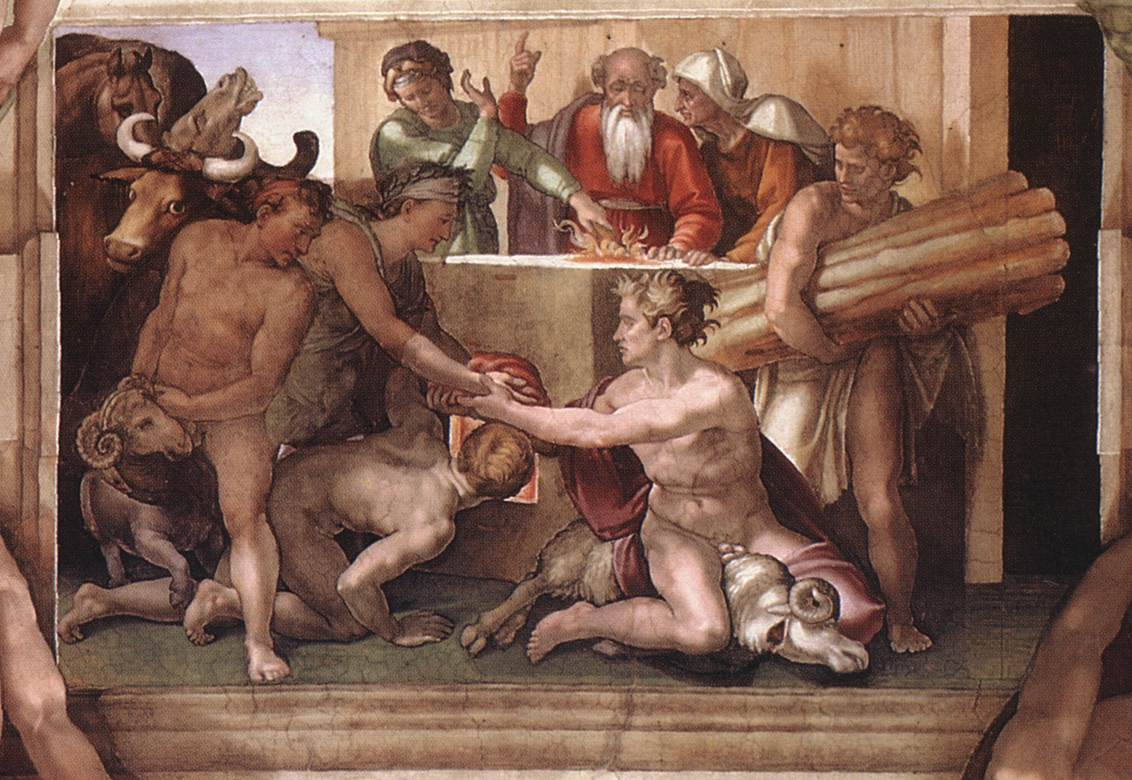
Michelangelo, Sacrificio di Noè, 1508-1510, Città del Vaticano, Cappella Sistina

Benché la Grande macelleria di Annibale abbia dei punti di contatto con i precedenti di analogo contenuto fiamminghi ed italiani, rispetto a questi presenta delle rilevanti discontinuità.
In primo luogo, nella tela ora ad Oxford Annibale omette ogni elemento di trivialità, o di greve comicità, non di rado riscontrabili nei dipinti di genere dedicati alla raffigurazione di mestieri umili; al contrario egli descrive con assoluta chiarezza e spregiudicata verosimiglianza – quasi documentaristica – le attività che si svolgono in una macelleria.
La rappresentazione è obbiettiva e realistica. I beccai, al lavoro, sono estremamente spontanei e credibili; in primo piano, in basso, è raffigurato il macellaio pronto a tagliare la testa ad un capretto e, vicino a lui, un altro personaggio cerca faticosamente di appendere un mezzano di vitello ad un gancio (lo sforzo è evidenziato dalla torsione del busto e della testa). Al centro invece, un altro dei macellai dispone ordinatamente le bistecche di vitello sul banco. Completa il gruppo dei bottegai titolari l'uomo con il grembiule bianco, che regge la stadera con cui pesa la carne.
Nella composizione sono presenti anche una vecchia e una guardia svizzera. A differenza di quanto non sia per i macellai al lavoro, in queste figure sembra cogliersi un elemento grottesco, più in linea con i precedenti e in specie con le opere del Passarotti. Non è chiaro quale sia la funzione di questi personaggi, e in particolare dell'alabardiere, che è dentro la bottega. Una spiegazione proposta è che la presenza dei due alluda satiricamente alla severa proibizione, imposta a Bologna dal cardinale Gabriele Paleotti, di consumare carne durante la quaresima. La vecchia cliente sarebbe lì in quanto gli anziani erano esentati dal divieto, mentre la guardia vigila sul rispetto della prescrizione del Paleotti (resta però non chiarito il gesto dello svizzero che si fruga in tasca).
Circa la composizione, la Grande macelleria ha vari elementi di originalità: i bottegai all'opera sono raffigurati a figura intera (mentre molte delle composizioni di analogo soggetto preferiscono la mezza figura) e sono disposti ordinatamente nello spazio della bottega (raffigurata dall'interno, elemento che il Carracci ha mutuato dagli affreschi vaticani di Michelangelo e Raffaello cui si è ispirato anche per la disposizione degli astanti nello spazio).
Nel dipinto di Oxford, inoltre, vi è equilibrio tra i protagonisti umani della scena e le vivande (in questo caso la carne), mentre, nelle composizioni di genere pur prossime alla tela carraccesca, queste ultime tendono ad assumere un ruolo dominante: è la capacità del pittore di riprodurle con realismo e in grande varietà e quantità, l'effetto ricercato. Nella Macelleria di Annibale, diversamente, il fulcro del dipinto non è tanto la raffigurazione della merce esposta in bottega (per quanto l'opera eccella anche in questo senso), quanto piuttosto il lavoro dell'uomo.
E per quest'aspetto, forse, Annibale potrebbe aver avuto in mente alcune opere di Jacopo Bassano ove, parimenti (sia pure in dipinti che non sono propriamente pitture di genere), è sottolineata la nobiltà del lavoro degli umili.
Molte sono state le interpretazioni proposte sulla tela, dirette a disvelarne un ipotetico significato allegorico o comunque un sottotesto implicito. Un'ipotesi particolarmente suggestiva in questo senso è che i macellai all'opera nella bottega siano in realtà i tre Carracci (aiutati da un garzone/allievo), nella cui famiglia di provenienza la professione del beccaio era praticata, e che il forte naturalismo dell'opera simboleggi e rivendichi il programma di rinnovamento della pittura da loro propugnato. Tesi forse affascinante, ma, pur sostenuta da uno studioso di grande valore come Martin, probabilmente priva fondamento.

## Galleria d'immagini

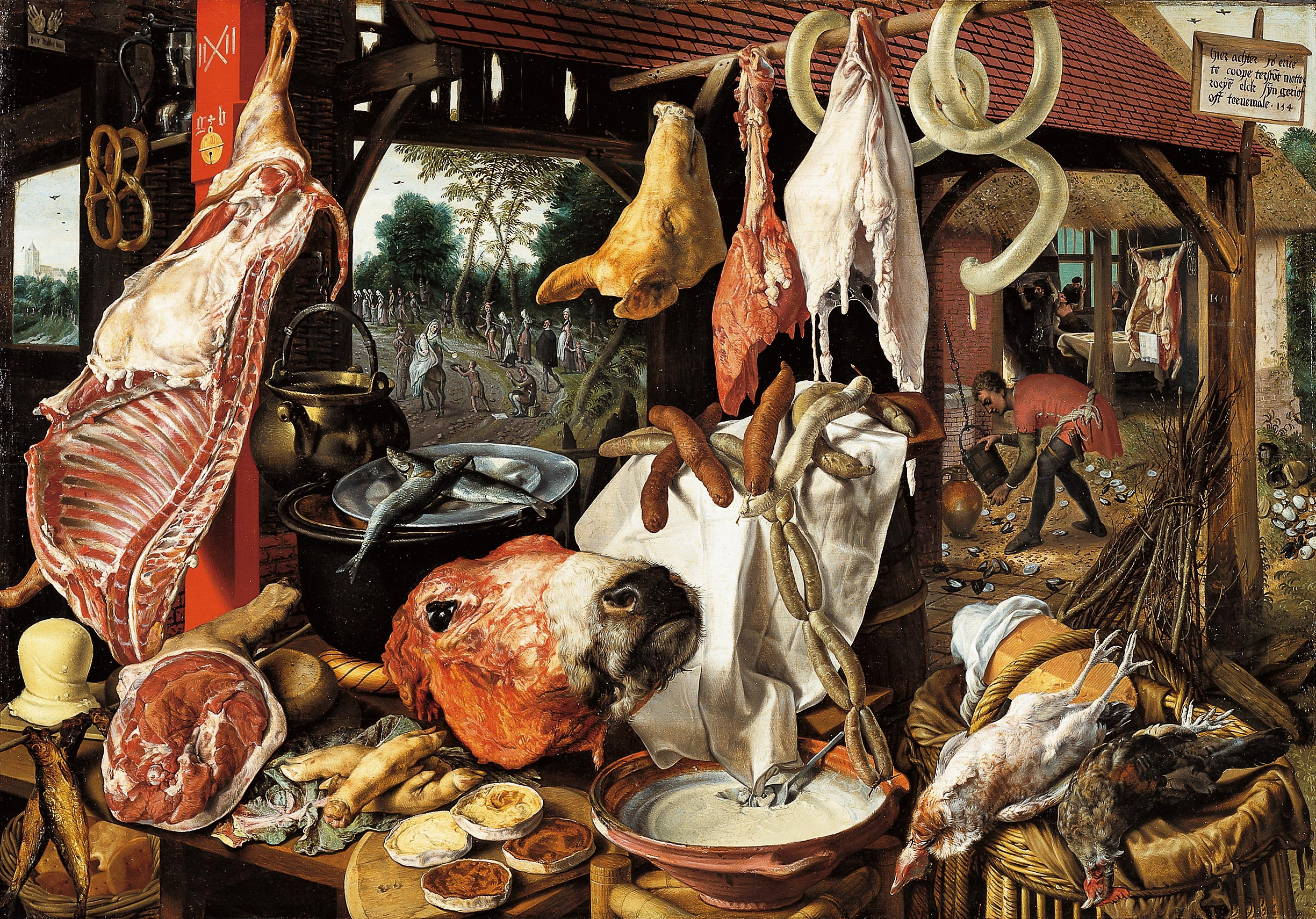
Pieter Aertsen, Banco di macelleria con la Fuga in Egitto, 1551, Uppsala, Collezioni d’arte dell’Università di Uppsala
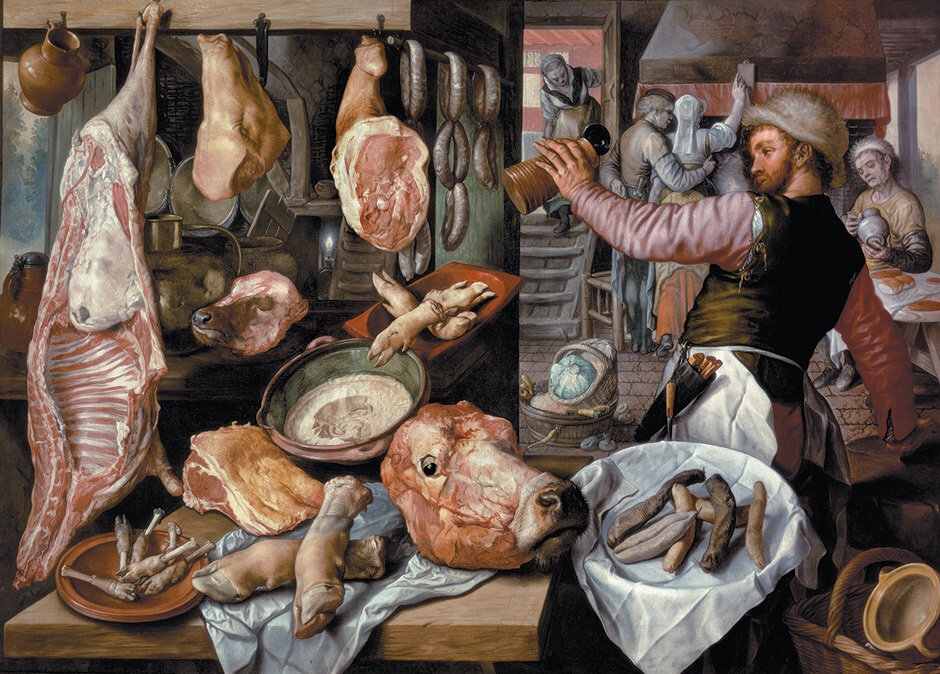
Joachim Beuckelaer, Macelleria, 1568, Napoli, Museo di Capodimonte
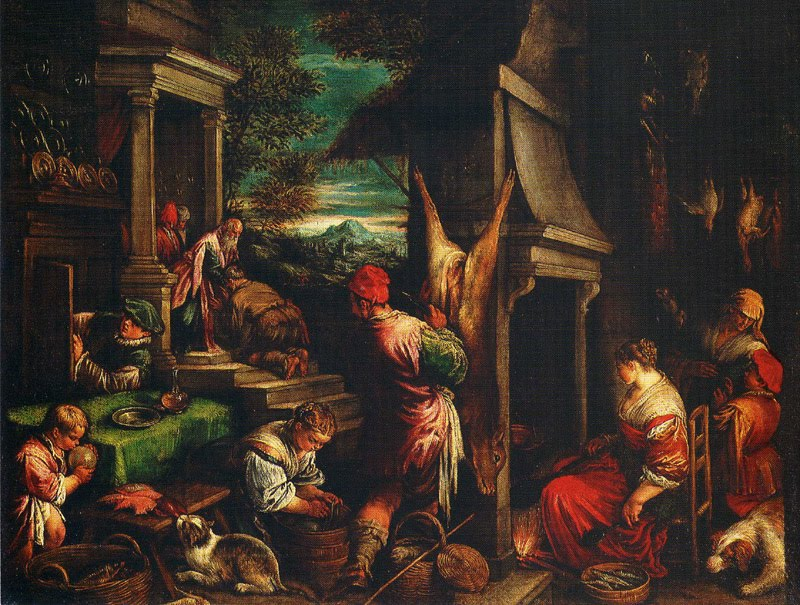
Jacopo Bassano, Il Figliol Prodigo, 1574-1577, Libourne, Musée des Beaux-Arts et d’archéologie
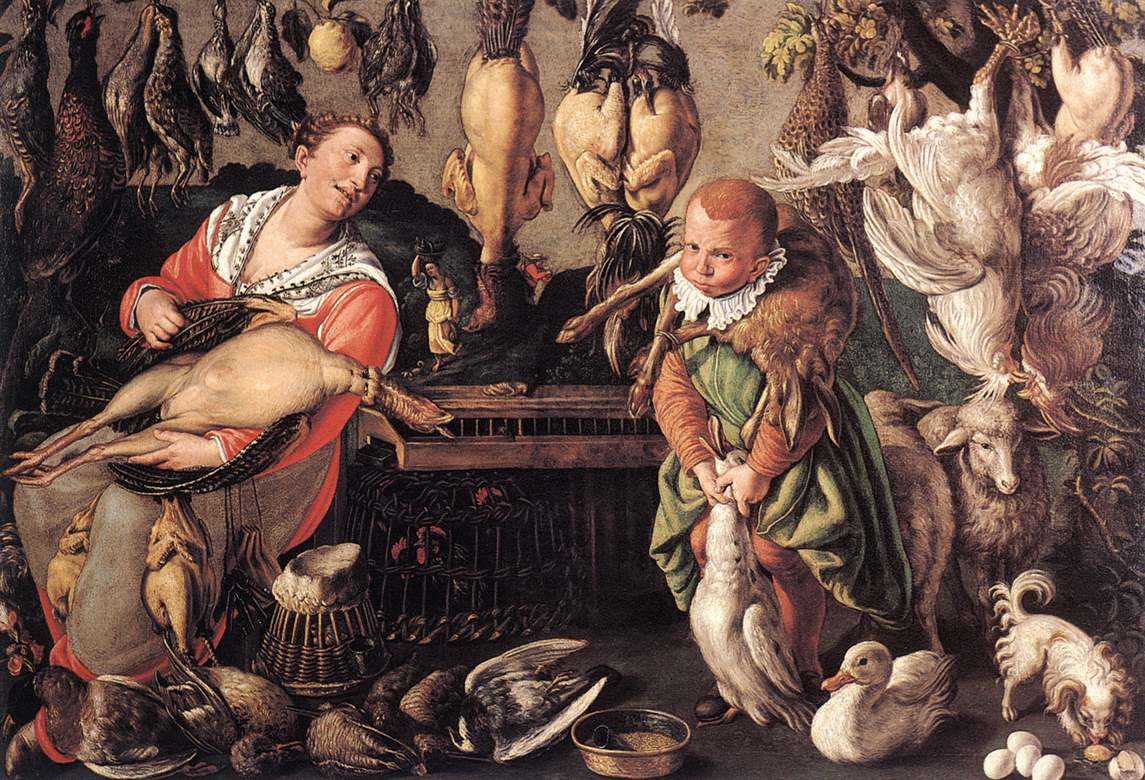
Vincenzo Campi, Cucina, nono decennio del Cinquecento, Milano, Pinacoteca di Brera
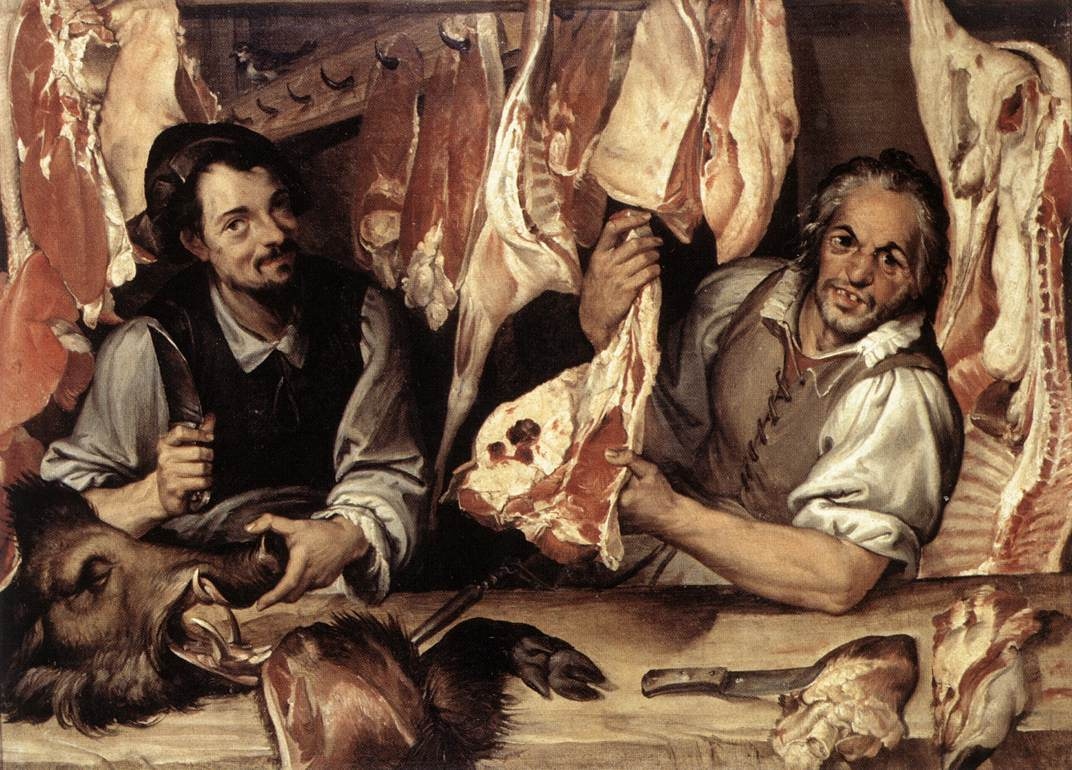
Bartolomeo Passerotti, Macelleria, nono decennio del Cinquecento, Roma, Galleria nazionale d'arte antica